# Trypophloeus
Trypophloeus är ett släkte av skalbaggar som beskrevs av Leon Fairmaire 1869. Trypophloeus ingår i familjen vivlar.

## Dottertaxa tillTrypophloeus, i alfabetisk ordning[1][2]
- Trypophloeus alni
- Trypophloeus asperatus
- Trypophloeus berezinae
- Trypophloeus binodulus
- Trypophloeus bispinulus
- Trypophloeus concentralis
- Trypophloeus corsicus
- Trypophloeus deevi
- Trypophloeus dejevi
- Trypophloeus discedens
- Trypophloeus grandis
- Trypophloeus granulatus
- Trypophloeus grothii
- Trypophloeus holdhausi
- Trypophloeus klimeschi
- Trypophloeus kurencovi
- Trypophloeus kurenzovi
- Trypophloeus niger
- Trypophloeus nitidus
- Trypophloeus palmi
- Trypophloeus populi
- Trypophloeus punctipennis
- Trypophloeus rybinskii
- Trypophloeus salicis
- Trypophloeus spiculatus
- Trypophloeus striatulus
- Trypophloeus thatcheri
- Trypophloeus tredli
- Trypophloeus tremulae